# Lucien Bangels
Antoine Pierre Lucien Bangels (Landen, 2 januari 1899 - Sint-Truiden, 20 december 1951) was een Belgische atleet, die gespecialiseerd was in de middellange afstand en het veldlopen. Hij nam eenmaal deel aan de Olympische Spelen en veroverde één Belgische titel.

## Biografie
Bangels werd in 1920 Belgisch kampioen op de 1500 m. Hij nam dat jaar ook deel aan de Olympische Spelen in Antwerpen. Op de 1500 m werd hij uitgeschakeld in de series. In de teamcompetitie op de 3000 m werd hij met de Belgische ploeg uitgeschakeld in de halve finale.
Bangels was aangesloten bij Union Athlétique Brussel en Sporting Club Landen.

## Belgische kampioenschappen
| Onderdeel | Jaar |
| --------- | ---- |
| 1500 m    | 1920 |

## Persoonlijk record
| Onderdeel | Prestatie | Datum        | Plaats    |
| --------- | --------- | ------------ | --------- |
| 1500 m    | 4.10,4    | 27 juni 1920 | Antwerpen |

## Palmares

### 1500 m
- 1920:  BK AC - 4.10,4
- 1920: DNF in serie OS in Antwerpen

### 3000 m
- 1920: 4e in ½ fin. teamklassement OS in Antwerpen (16e individueel)

### veldlopen
- 1920:  Schaal A. Denis in Vilvoorde